# Тухарка
Тухарка  — река в Сахалинской области России, на острове Парамушир северной группы большой гряды Курильских островов.
Общая протяжённость реки составляет 36 км. Площадь её водосборного бассейна насчитывает 154 км². Берёт начало с хребта Карпинского в южной части острова Парамушир и впадает в Тихий океан. Общее направление течения с северо-запада на юго-восток.

## Данные водного реестра
По данным государственного водного реестра России относится к Амурскому бассейновому округу.
Код водного объекта — 20050000312118300010546.